# Tính mơ hồ – đa nghĩa
Tính mơ hồ – đa nghĩa (tiếng Anh: ambiguity) là thuộc tính của một kí hiệu, hình tượng, văn bản khi có thể có cùng lúc nhiều cách giải thích khác nhau.
Đây là một thuộc tính vốn có của văn bản nghệ thuật, tạo thành sự hấp dẫn và khơi gợi chú ý, tìm tòi lâu dài. Hiện tượng mơ hồ – đa nghĩa đã được nhận ra từ lâu, khi người xưa nói "ý tại ngôn ngoại", "lời không nói hết ý". Các nhà phê bình mới Anh, Mỹ đã nêu bật hiện tượng này từ những năm đầu thế kỷ XX. Có người đề nghị gọi là "tính đa nghĩa", có người gọi là "nghĩa phức", có người gọi là "nghĩa trượt", có người gọi là "nghĩa ngoài lời". Tuy nhiên người ta quen gọi là "tính mơ hồ" do thuật ngữ mà Em-pơ-xơn đề xuất đầu tiên năm 1930.
Trong sách Bảy loại hình nghĩa mơ hồ Em-pơ-xơn đã khái quát thành bảy loại hình: 1) Nói sự vật này mà như nói tới sự vật khác vì giữa chúng còn có nhiều điểm chung; 2) Do quan hệ ngữ pháp không chặt chẽ mà có thể hiểu nhiều cách khác nhau; 3) Trong một từ mà ngữ cảnh cho phép hiểu hai nghĩa đều thông; 4) Lời trần thuật có nhiều nghĩa nhưng đều phản ánh tâm trạng tác giả; 5) Tác giả vừa viết ý này lại vừa phát hiện ý khác của mình; 6) Ý nghĩa mặt chữ của lời trần thuật vừa trùng lặp, vừa mâu thuẫn, cho phép hiểu khác nhau; 7) Một từ có hai nghĩa, nhưng ngữ cảnh cho phép hiểu theo cả hai nghĩa ấy.
Tính mơ hồ – đa nghĩa của văn học nêu lên một thuộc tính thú vị của nghệ thuật ngôn từ, cho phép người đọc phát huy tính tích cực của mình trong cảm thụ tác phẩm. Nó cũng thể hiện đặc trưng của một phương thức nhận thức không tường minh bằng hình tượng nghệ thuật, khác hẳn với nhận thức khoa học bằng khái niệm. Tính mơ hồ – đa nghĩa của văn học phản ánh tính mâu thuẫn, đa nghĩa của thực tại, của đời sống tinh thần con người. Tuy nhiên tính mơ hồ, đa nghĩa không chỉ thể hiện trên phương diện ngôn từ, mà còn thể hiện ở hình tượng, biểu tượng, kết cấu.